# Metròpoli
|  | Per a altres significats, vegeu «Metròpolis». |

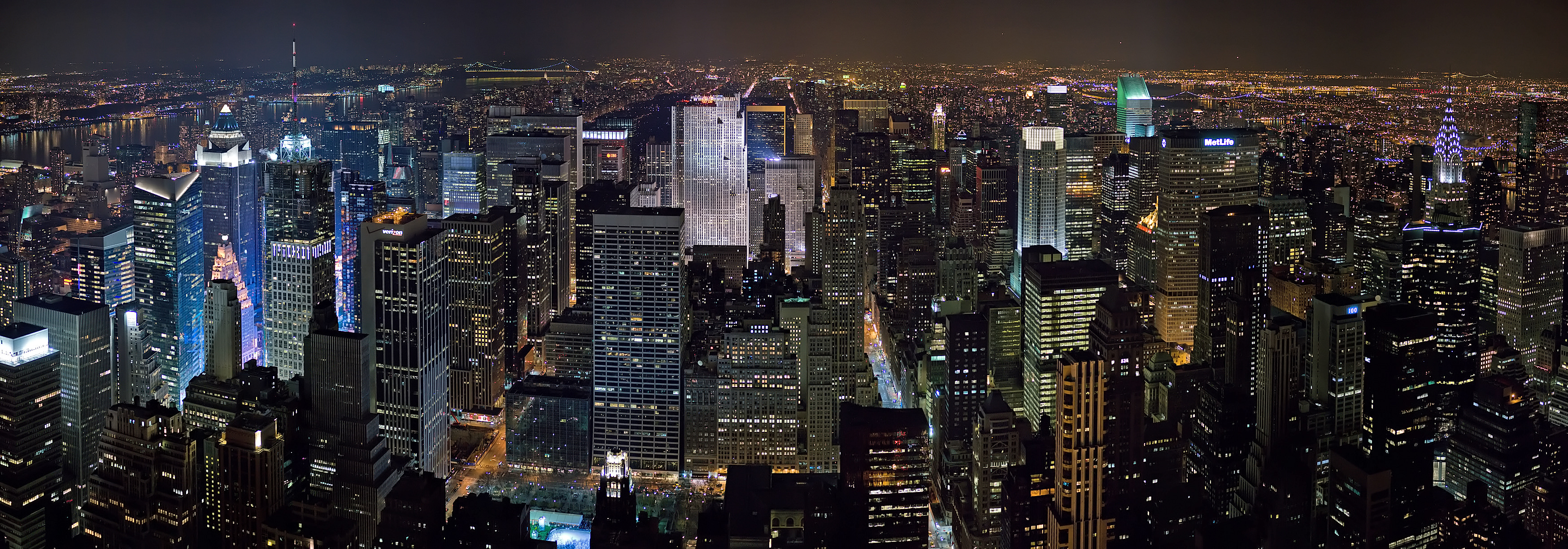
Ciutat de Nova York, la metròpoli més gran als Estats Units

Una metròpoli o metròpolis és una ciutat o àrea urbana molt gran, que actua com a centre econòmic, polític i cultural significatiu per a un país o regió, i un centre important per a connexions regionals o internacionals i comunicacions. A l'antiguitat clàssica, una metròpoli (del grec μητρόπολις, 'ciutat mare') era una ciutat que controlava altres colònies. A l'actualitat, és comú que les aglomeracions urbanes més grans estiguin organitzades en àrees metropolitanes.

## Etimologia i ús
El mot metròpoli ve del grec μητρόπολις, format per μήτηρ (mêtēr, 'mare') i πόλις (polis, 'ciutat', i era el terme que s'aplicava a les ciutats de les quals havien sorgit les colònies gregues a l'antiguitat: amb la metròpoli, les colònies retenien connexions de culte, polítiques i culturals. En llatí postclàssic es referia a la ciutat principal d'una província, la seu del govern i, en particular, eclesiàsticament per a la seu d'un bisbe metropolità, a qui responien els bisbes sufraganis. Aquest ús equipara la província amb la diòcesi o seu episcopal.
Posteriorment, es generalitzà per referir-se a una ciutat considerada com a centre d'una activitat especifica, o qualsevol ciutat important gran en general. La ciutat de Nova York és sovint citada com a paradigma contemporani de metròpoli, exercint un impacte significatiu al comerç global, finances, mitjans de comunicació, art, moda, recerca, tecnologia, educació i diversió i sent àmpliament considerada una de les capitals econòmiques i culturals del món.
En l'ús modern, el terme s'ha emprat també per referir-se a una àrea metropolitana: un conjunt de ciutats adjacents i interconnectades, agrupades al voltant d'un centre urbà essencial. En aquest sentit metropolità normalment significa 'el que abasta la metròpoli sencera' (com en administració metropolitana), i oposat a provincial o rural.

## Ciutats globals
El concepte de ciutat global (ciutat mundial) significa una ciutat que té un efecte directe i tangible sobre els afers globals a través de mitjà socioeconòmic. El terme s'ha tornat cada vegada més familiar, a causa de l'ascens de globalització (p. ex., finances globals, comunicacions, i viatges). Un intent de definir i classificar ciutats mundials per criteris financers fou elaborat fet pel Grup i Xarxa de Globalització i Ciutats Mundials (Globalization and World Cities Study Group & Network, GaWc), basada principalment a la Universitat de Loughborough a Anglaterra. L'estudi classificava les ciutats basant-se en la seva provisió de "serveis de productor avançats" com comptabilitat, publicitat, finances i dret. L'Inventari identifica tres nivells de ciutats mundials i unes quantes subclasses.

## Definicions locals per país

### Bangladesh
A la República Popular de Bangladesh, hi ha set àrees metropolitanes: Dacca, Chittagong, Rajshahi, Khulna, Sylhet, Barisal i Rangpur. Les terres tenen un alt valor i es considera que els residents tenen un millor estil de vida urbà. Els departaments de policia especials s'assignen per les ciutats metropolitanes, i hi ha corporacions de ciutat per a les quals els alcaldes s'elegeixen per a mandats de cinc anys. La majoria d'aquestes ciutats tenen densitats de població de 35.000 habitants per milla quadrada. Dacca es considera una megalòpolis perquè la seva població supera els 10 milions d'habitants.

### Canadà
Statistics Canada, agència federal del Canadà, defineix una àrea metropolitana de cens com un o més municipis adjacents situats al voltant d'un nucli urbà essencial on el nucli urbà té una població de com a mínim 100.000 habitants.
Toronto és la metròpoli més gran del Canadà.

### Índia

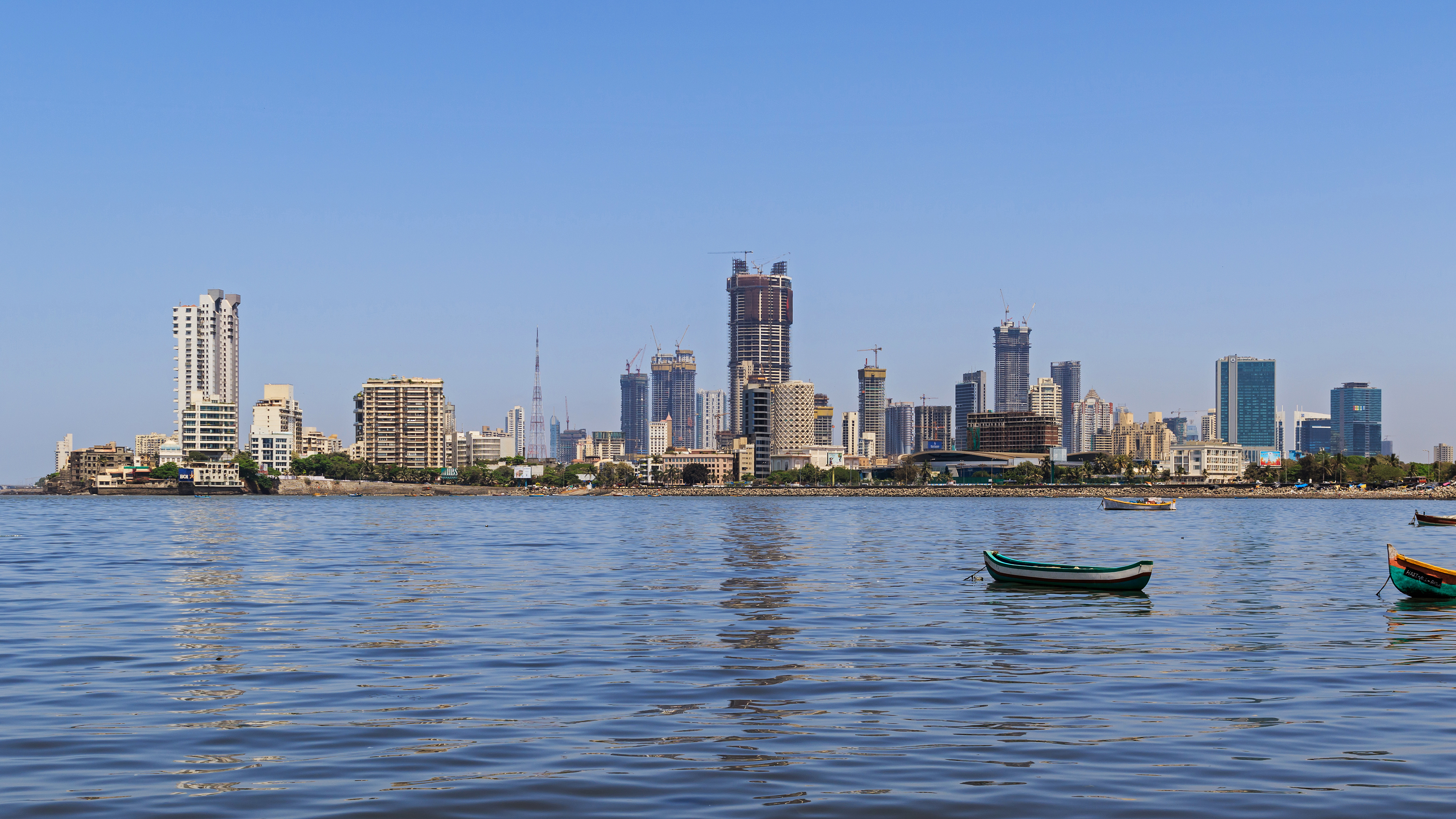
Bombai, segona metròpoli més gran al món

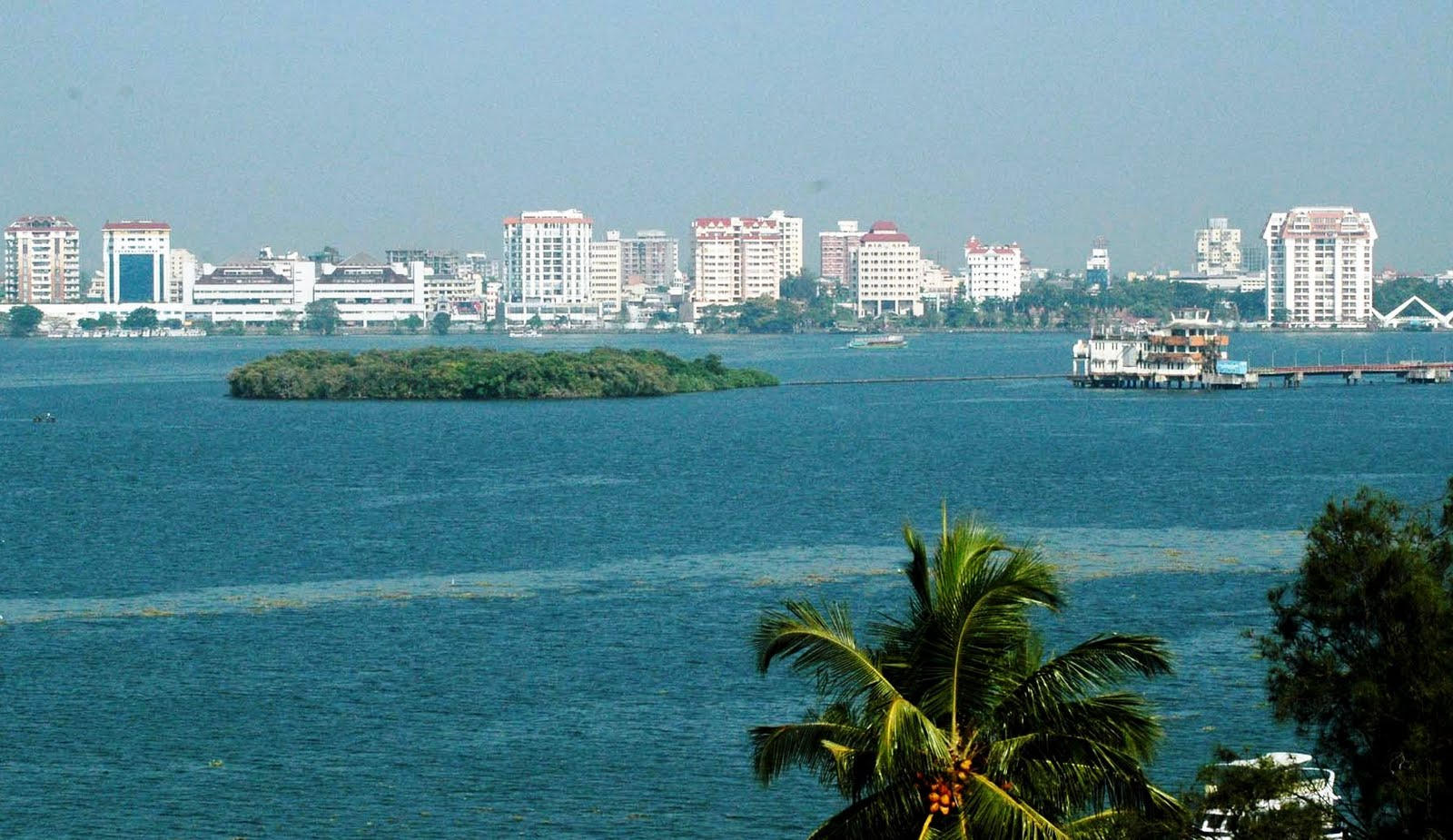
Kochi, una de les metròpolis de l'Índia

A la República de l'Índia, les ciutats metropolitanes declarades són Bombai, Delhi, Chennai, Calcuta, Bangalore, Hyderabad, Poona, Ahmedabad, Guwahati, Kochi i Thiruvananthapuram. La Comissió del Cens defineix la qualificació per a ciutat metropolitana com la població de més de 4 milions, així Nasik i Surat es qualifiquen per ser declarades ciutats metropolitanes.

### Itàlia
Amb la reforma de 2001 del Títol V de la Constitució d'Itàlia, la república italiana ha proporcionat la institució de Aree Metropolitane. L'Aree Metropolitane s'instituïra com a mínim per a les grans conurbacions de Roma, Milà, Torí i Nàpols, però, a data de gener del 2009, és encara confús si el Aree Metropolitane reemplaçarà les províncies, o s'afegirà a les subdivisions administratives més antigues.

### Japó

Panorama urbà de Tòquio

El terme legal japonès to (都) és comunament traduït com "metròpoli". Estructurat com una prefectura en comptes d'una ciutat normal, hi ha només un to al Japó, l'àrea metropolitana de Tòquio. A 2008, el Japó tenia 11 ciutats amb més d'un milió d'habitants.

### Pakistan
Al Pakistan les ciutats metropolitanes declarades són Karachi i Lahore, mentre la ciutat bessona de Rawalpindi/Islamabad i el centre d'industrial de Punjab, Faisalabad, també es consideren ciutats metropolitanes.

### Filipines
Amb una població aproximada de 16,3 milions d'habitants. Metro Manila és l'àrea metropolitana més populosa a les Filipinesi l'onzè a escala mundial. Incloent-hi Metro Manila, les Filipines tenen dotze àrees metropolitanes definides per l'Autoritat Econòmica i de Desenvolupament Nacional (National Economic and Development Authority, NEDA): Metro Angeles, Metro Bacolod, Metro Baguio, Metro Batangas, Metro Cagayan de Oro, Metro Cebu, Metro Dagupan, Metro Davao, Metro Iloilo-Guimaras, Metro Naga, Metro Olongapo.

### Polònia
La Unió de Metròpolis Poloneses (Unia Metropolii Polskich), establerta el 1990, és una organització que uneix les ciutats més grans del país. Actualment dotze ciutats són membres de l'organització, de les quals 11 tenen més que un quart un milió d'habitants. La metròpoli més gran a Polònia, si és classificada només pel nombre d'habitants, és la Mancomunitat Metropolitana de l'Alta Silèsia amb 2 milions d'habitants (5 milions d'habitants en l'Àrea metropolitana de Silèsia, seguit per Varsòvia, amb 1,7 milions d'habitants en ciutat apropiat, i 2,7 milions en l'Àrea metropolitana de Varsòvia. La Mancomunitat Metropolitana de l'Alta Silèsia és una iniciativa recent, intent d'unir la conurbació i l'àrea urbana en una unitat urbana oficial.

### Sud-àfrica
A Sud-àfrica, un municipi metropolità o "municipi de categoria A" és un municipi que executa totes les funcions de govern municipal per a una conurbació. Això és per contrast a àrees principalment rurals, on es divideix el govern municipal en municipis de districte (comparable a un comtat dels Estats Units) i municipis locals. Hi ha vuit municipis metropolitans a Sud-àfrica.

### Regne Unit
Es considera que les diverses conurbacions al Regne Unit són àrees metropolitanes. El terme metròpoli en si mateix és rarament utilitzat. Londres és anomenada arcaicament com "la Metròpoli", que és només retinguda per la força policial de Londres, el Metropolitan Police Service. L'oficial en cap del Met és formalment conegut com el «comissari de policia de la metròpoli».

### Estats Units
Als Estats Units una àrea incorporada o grup d'àrees amb una població més de 50.000 habitants cal que tingui una organització de planificació metropolitana (metropolitan planning organization) per facilitar projectes d'infraestructura essencials i assegurar la solvència financera. Així, una població de 50.000 o més gran ha estat utilitzat com a estàndard de facto als Estats Units per definir una metròpoli. Una definició similar és utilitzada per l'Oficina del Cens dels Estats Units. Defineixen una àrea estadística metropolitana (metropolitan statistical area) d'«una àrea urbanitzada de com a mínim 50.000 o més habitants».

## Metròpoli com a àrea continental
A França, Portugal i Espanya “metròpoli” —métropole (francès) / metrópole (portuguès) / metrópoli (castellà)— designa la part continental d'un país a prop o al continent europeu. En el cas francès això significa França sense els seus departaments d'ultramar; per a Espanya i Portugal durant l'Imperi Espanyol i el període d'Imperi Portuguès, solia ser comú designar els territoris continentals de Portugal i Espanya com la metròpoli, mentre que les seves colònies s'anomenaven possessions d'ultramar. A França metròpoli també s'usa per referir-se a aglomeracions grans.